# Amateur Athletic Union
Die Amateur Athletic Union (AAU) ist eine in den Vereinigten Staaten ansässige und arbeitende Organisation für den Amateur-Sport.

## Geschichte
Die AAU wurde 1888 mit dem Ziel gegründet, allgemeine Standards im Amateursport zu schaffen und die seinerzeit vorhandenen Unterschiede in den einzelnen Sportarten zu vereinheitlichen. Der Verband entstand am 21. Januar 1888.  Die meisten nationalen Meisterschaften der Vereinigten Staaten fanden seither unter Leitung der AAU statt. Die schon bald nach Gründung als staatlich unterstützter Verband handelnde AAU repräsentierte den US-Sport innerhalb der verschiedenen internationalen Sportfachverbände und wuchs dort in den Jahren zu einem der führenden und einflussreichsten Verbände heran.
Die AAU arbeitete eng mit dem seinerzeit existierenden United States Olympic Committee zusammen, um die US-amerikanischen Sportler für Olympische Spiele vorzubereiten. Ein Beitrag dazu war 1949 die Einführung der AAU Junior Olympic Games, die bis in die heutige Zeit jährlich ausgetragen werden und an denen Jugendliche im Alter zwischen 8 und 16 Jahren (bei bestimmten Sportarten auch älter) teilnehmen können. Aus dieser Veranstaltung gingen in der Vergangenheit, gerade in der Leichtathletik, schon viele Weltmeister und Olympiasieger hervor.
In den 1970er Jahren geriet die AAU dank ihrer dominierenden Stellung zunehmend in die Kritik. Das eigenmächtige Handeln bei der Durchsetzung eines überholten Regelwerkes, bei dem z. B. Frauen die Teilnahme an bestimmten Laufwettbewerben verboten wurde, oder bei denen Läufer gesperrt wurden, die mit Sportartikeln an Wettbewerben teilnahmen, die nicht der Marke des von der AAU geworbenen Sponsors entsprachen, führte schließlich zu einer Entmachtung. Da in der Auseinandersetzung mit dem Hochschulsportverband NCAA bei den Olympischen Sommerspielen 1976 trotz Heimvorteils nur Platz drei hinter der DDR erreicht wurde, griff der Kongress ein und entmachtete die AAU. Der Amateur Sports Act of 1978 organisierte das United States Olympic Committee neu und sah die Gründung staatlich unterstützter eigenständiger Verbände für die olympischen Sportarten vor.
In der Folge verlor die AAU ihren Einfluss und ihre Bedeutung für den internationalen Sport und konzentrierte sich auf die Hilfestellung und Förderung vorwiegend jugendlicher Sportler sowie auf die Ausrichtung nationaler Sportereignisse.